# Finn Kretschmer
Finn Kretschmer (* 2. Juni 1994 in Lübeck) ist ein ehemaliger deutscher Handballspieler. Er spielte den Großteil seiner Karriere auf den Positionen Rückraum rechts und Rechtsaußen beim VfL Lübeck-Schwartau.

## Karriere
Kretschmer begann das Handballspielen beim NTSV Strand 08 und lief anschließend für den SC Magdeburg auf. Daraufhin wechselte Kretschmer zum VfL Bad Schwartau. Seit der Saison 2011/12 spielt Kretschmer mit der A-Jugend vom VfL in der Jugend-Bundesliga. Ab 2011 gehörte Kretschmer zusätzlich dem Kader der Herrenmannschaft an. Im Sommer 2014 schloss er sich dem TV Bittenfeld an. Mit Bittenfeld stieg er am Ende der Saison 2014/15 in die Bundesliga auf. Ab der Saison 2015/16 spielte Kretschmer mit dem nun unter dem Namen TVB 1898 Stuttgart antretenden Verein in der Bundesliga. Im Sommer 2018 verließ er den TVB auf eigenen Wunsch und kehrte zum VfL Bad Schwartau zurück, dessen Mannschaft seit 2017 als VfL Lübeck-Schwartau aufläuft. Im September 2024 beendete er aus persönlichen Gründen seine professionelle Karriere.
Kretschmer gehörte dem Kader der deutschen Jugend-Nationalmannschaft an.

## Privates
Kretschmer ist mit der niederländischen Handballspielerin Maxime Kretschmer verheiratet. Sein Vater Holger spielte früher Handball in der Bundesliga. Sein älterer Bruder Nils gehörte bis Dezember 2024 dem Kader des TV Großwallstadt an.